# Linnaemya succineiventris
Linnaemya succineiventris là một loài ruồi trong họ Tachinidae.